# Samuel Sand
Samuel Sand è una serie a fumetti creata da Giovanni Barbieri, Marco Abate e Antonio Sarchione nel 1996, pubblicata dalla casa editrice Star Comics, sull'onda del successo avuto con Lazarus Ledd. Nella serie sono presenti vari generi, tra cui spiccano l'avventura, il mistero e l'esoterismo. Dopo la chiusura della serie (avvenuta con il settimo volume) i personaggi sono ricomparsi negli albi di Lazarus Ledd.

## Trama
In una Parigi farcita di misteriosi eventi e delitti, il californiano Samuel (Sam) Sand lavora presso l'agenzia investigativa Dupin, nella sezione "casi impossibili", affiancato dalla collega Lilian (Lyla) De Cressy e il loro segretario Philo Durand. Per risolvere i suoi casi misteriosi Sam può contare sull'aiuto dell'ispettore Jospin della Sûreté Nationale, la polizia francese, ed in alcune particolari occasioni dell'amico newyorkese Lazarus Ledd, protagonista dell'omonima serie.

## Personaggi
- Samuel Sand: è un investigatore americano originario della California, trasferitosi in Francia da giovane. Ha un carattere irruente ed è un incallito dongiovanni, cosa che manda su tutte le furie Lyla. Sam è allergico ai gatti e in particolar modo a Misty;
- Lilian (Lyla) De Cressy: collega di Sam, è una bella e colta francesina. Possiede alcuni poteri paranormali e un gatto magico di nome Misty. Esperta di arti marziali, guida in maniera spericolata. Perde la pazienza ogni volta che Sam corre dietro alla gonna di una bella donna.
- Philo Durand: segretario di Sam e Lyla all'agenzia. È omosessuale;
- Auguste Dupin: è il titolare dell'agenzia investigativa Dupin e datore di lavoro di Sam e Lyla;
- Ispettore Jospin: poliziotto che ha preso Sam sotto la sua guida al suo arrivo in Francia, per toglierlo dalle strade. Aiuta in varie occasioni il figlioccio e la bella Lyla;
- Misty: è il gatto di Lyla. Possiede un particolare legame magico con la sua padrona che gli permette di aiutarla in situazioni di pericolo;

## Albi
| Nr. | Titolo                             | Data pubblicazione     | Soggetto                        | Sceneggiatura     | Disegni              | Copertina       |
| --- | ---------------------------------- | ---------------------- | ------------------------------- | ----------------- | -------------------- | --------------- |
| 1   | Il genio del male                  | novembre/dicembre 1996 | Giovanni Barbieri e Marco Abate | Giovanni Barbieri | Antonio Sarchione    | Marco Turini    |
| 2   | La donna del metrò                 | gennaio 1997           | Giovanni Barbieri e Marco Abate | Giovanni Barbieri | Marco Santucci       | Marco Turini    |
| 3   | Il bosco dei sortilegi             | febbraio 1997          | Giovanni Barbieri e Marco Abate | Giovanni Barbieri | Andrea Da Rold       | Fabio Mantovani |
| 4   | La follia di Monsieur Giraud       | marzo 1997             | Giovanni Barbieri e Marco Abate | Giovanni Barbieri | Giuseppe Di Bernardo | Fabio Mantovani |
| 5   | La piramide rovesciata             | aprile 1997            | Giovanni Barbieri e Marco Abate | Marco Abate       | Jacopo Brandi        | Fabio Mantovani |
| 6   | Il giardino delle passioni perdute | maggio 1997            | Giovanni Barbieri e Marco Abate | Marco Abate       | Valentino Forlini    | Fabio Mantovani |
| 7   | Delizia d'angeli                   | giugno 1997            | Giovanni Barbieri e Marco Abate | Marco Abate       | Fabio D'Agata        | Fabio Mantovani |

Il numero 8 La torre delle illusioni, una storia scritta da Giovanni Barbieri e Marco Abate e disegnata da Fabio Mantovani, non fu mai pubblicato. Anche il numero 9 Il diavolo dentro, incompleto, disegnato da Marco Santucci, non vide mai l'edicola.

## Apparizioni nella serie Lazarus Ledd
Albi in cui sono apparsi Samuel Sand e Lyla De Cressy:
- LL 42 Il segno del serpente (primo incontro tra Larry, Sam e Lyla)
- LL extra 6 Il mistero dei Rosacroce
- LL 53 Morte ad alta tensione (epilogo di LL Extra 6)
- LL extra 7 Il cielo sopra Parigi (flashback sul passato di Samuel Sand)
- LL extra 8 Il potere del talismano
- LL 67 Il conte di Saint Germain (Lazzaro Sant'Andrea, personaggio di Andrea G. Pinketts, ingaggia Sam & Lyla)
- LL 68 Geometria dell'Apocalisse
- LL 80 Il vascello fantasma (con la partecipazione di Lazzaro Sant'Andrea)
- LL 91 Il mio nome è Sand (flashback sul passato di Samuel Sand)
- LL 107 Un caso impossibile
- LL 151 L'ultima battaglia (con la partecipazione di Lazzaro Sant'Andrea)